# Блумфилд Роуд
«Блу́мфилд Ро́уд» (англ. Bloomfield Road) — футбольный стадион в английском городе Блэкпуле, графство Ланкашир. Домашний стадион клуба «Блэкпул» с 1901 года. Назван в честь дороги, на которой расположен.
С 2000-х годов на стадионе проводились перестройки, в марте 2010 года Джимми Армфилдом, бывшим игроком «Блэкпула», была открыта трибуна, носящая сейчас его имя. В настоящее время стадион является 57-м по величине в Англии.
Рекорд посещения стадиона составляет 38 098 человек: это случилось на матче «Блэкпула» против «Вулверхэмптон Уондерерс» 17 сентября 1955 года. Рекорд реконструированного стадиона составляет 16 116 человек, был зафиксирован в матчем против «Манчестер Сити» 17 октября 2010 года.
На стадионе проходило 3 матча женского чемпионата Европы 2005 года. Также стадион был местом финала Северного Кубка Дороги, турнира лиги регби, в 2005 году.
Между сентябрем 1900 года и маем 2010 «Блэкпул» сыграл 2 106 игр в Футбольной лиги на «Блумфилд-Роуд». На 20 ноября 2010 года клуб отыграл шесть игр в Премьер-лиге на стадионе. Из них он выиграл две, проиграл две и два свел вничью.